# Rhoda von Glehn
Rhoda von Glehn (* 3. Juli 1881 in London; † 19. August 1964 in Aachen) war eine deutsche Sängerin.

## Leben
Die Sopranistin erhielt ihre erste Ausbildung in London und studierte anschließend in Paris, unter anderem bei dem bekannten Tenor Jean de Reszke. 1912 trat sie an der Covent Garden Oper London als Woglinde im Ring des Nibelungen auf, musste als Deutschstämmige aber bei Beginn des Ersten Weltkriegs England verlassen. Sie erhielt ein Engagement an der Stuttgarter Hofoper, deren Mitglied sie bis zum Ende ihrer Karriere 1933 blieb. Dort sang sie 1915 in der Uraufführung der Mona Lisa von Max von Schillings die Partie der Ginevra und 1917 in der Uraufführung von Siegfried Wagners An allem ist Hütchen schuld! (6. Dezember 1917) die Rolle der Müllerin. Gastspiele führten sie unter anderem an die Opernhäuser von Berlin, Frankfurt a. M., München und Zürich. Auch als Konzertsopranistin konnte sie bedeutende Erfolge erzielen.